# Woolooware
 (septembre 2019).
Si vous disposez d'ouvrages ou d'articles de référence ou si vous connaissez des sites web de qualité traitant du thème abordé ici, merci de compléter l'article en donnant les références utiles à sa vérifiabilité et en les liant à la section « Notes et références ».
Woolooware est une banlieue du sud de Sydney, dans l'État de Nouvelle-Galles du Sud, en Australie. Woolooware est situé à 24 kilomètres (15 mi) au sud du quartier central des affaires de Sydney dans le comté de Sutherland. Il partage le code postal 2230 avec Cronulla.
Woolooware s'étend de woolooware Bay au nord sur l'estuaire de la rivière Georges à Burraneer Bay et Gunnamatta Bay au sud sur la rivière Hacking et l'estuaire de Port Hacking. Il borde les banlieues de Cronulla, Caringbah, Burraneer et Kurnell.